# Clotet de Montebà

El Clotet de Montebà, respecte del terme d'Abella de la Conca

El Clotet de Montebà és una vall molt marcada (clot) del terme municipal d'Abella de la Conca, a la comarca del Pallars Jussà.
És al nord-est de la vila d'Abella de la Conca, a la vall alta del riu d'Abella, en la del seu subsidiari barranc de Cal Palateres. És a Montebà, a l'extrem sud-occidental de les Roques de Calastre, a la dreta del barranc de Cal Palateres, davant i al nord-oest de la Costa dels Arnes.

## Etimologia
Es tracta d'un topònim romànic modern, de caràcter descriptiu: és el clot del paratge de Montebà.